# Feodor Alexandrovitj av Ryssland
Feodor Alexandrovitj av Ryssland, född 1898, död 1968, var en rysk storfurste. Han var son till Xenia Alexandrovna av Ryssland, och systerson till tsar Nikolaj II av Ryssland. 